# Petar Grgec
Petar Grgec (Kalinovac, 15. veljače 1890. –  Zagreb, 22. kolovoza 1962.), pisac katoličkoga nadahnuća, kulturni djelatnik, hrvatski politički uznik, političar, zauzeti katolički laik, pjesnik, esejist, folklorist, biograf, enciklopedist, kritičar, memoarist i prevoditelj.

## Životopis
U Travniku je završio isusovačku Klasičnu gimnaziju 1909. Filozofiju i klasičnu filologiju diplomirao je 1927. na Filozofskom fakultetu u Zagrebu. Kao student 1912. – 1913. uređivao časopis Luč te Hrvatsku prosvjetu 1914. 
Za I. svjetskoga rata kao austro-ugarski časnik. Službovao je kod 37. pučkoustaškog bataljona iz moravskoga grada Znojma. Početkom svoje vojne službe sudionik u teških bitaka kod Tržića (Monfalcone). Od Božića 1915. godine raspoređen je u postrojbu pomorskog pješaštva koja je bila razmještena u tršćanskom primorju, između Trsta i Kopra, na širem prostoru oko sela Svetoga Florijana. Uzdao se u nadbiskupa Bauera, sveuč. prof. dra Đure Arnolda i još nekih drugih osoba da će ga izvući iz ratnog pakla bojišta, ali bezuspješno. Ne bi li to isposlovao, na dopustima se nalazio s prijateljima, većinom djelatnim članovima Hrvatskog katoličkog pokreta, Petrom Roguljom, Milkom Kelovićem, Augustinom Gostinčarom, Ferdom Galovićem, Jankom Šimrakom, a radi izvlačenja s bojišta pokušao je to riješiti posjetom profesora Ferdi Rožiću te Velimiru Deželiću starijem.
Borio se u bitci na Soči i dospio u talijansko zarobljeništvo. Interniran na Siciliji i Noceri Umbri. U Zagreb se je vratio preko Soluna, i vratio se publicistici i književnosti. Profesor Nadbiskupske klasične gimnazije u Zagrebu 1925. – 1941., ravnatelj I. realne gimnazije 1941. – 1945.
Član Društva sv. Jeronima od 1921. godine, u kojem je napredovao do člana UO. Za vrijeme postojanja NDH surađivao je u objavljivanju ustaških publikacija. Urednikom je djela prominentnih katoličkih književnika Narcisa Jenka, Izidora Poljaka, Milana Pavelića i Đure Sudete. Uređivao je Riječke novine, Narodne novine i Seljačku omladinu. Pisao prikaze, članke o hrvatskim junacima i svecima, prikupio zbirku povijesnih i domoljubnih pjesama Stare slave djedovina, bavio se i narodnim pjesništvom (podijelio pjesme na cikluse), autor zanimljive prosudaba u svezi s hrvatskim bugaršticama, pjesništvom hrvatskih muslimana i crnačkom poezijom.
Angažiran u politici. U međuratnom razdoblju djelatan u vodstvu Hrvatske pučke stranke. Kad je ta stranka ukinuta, učlanio se u HSS gdje je bio obični član.
OZNA ga je uhitila 23. svibnja 1945. U srpnju te godine osuđen je na deset godina gubitka građanskih prava te na sedam godina robije, koju je izdržao u Lepoglavi i Staroj Gradiški.
Umro je 1962. godine. Sprovod mu je vodio zagrebački nadbiskup Franjo Šeper.

## Djela
Dodatni opisi prema:
- Jugoslavenski argonauti: (istinita slika iz talijanskog ropstva), Zagreb, 1919.[3]
- Kršćanstvo, liberalizam i komunizam, Zagreb, 1920.[4]
- Temelji društva, socijalna rasprava, Zagreb, 1923.[5]
- Kod namjesnika Kristova, putopis, Zagreb, 1925.[6] (elektronička inačica)
- Gospodin Rafo: priča iz Podravske krajine, pučka pripovijest, Zagreb, 1927.; Gorica 1929.; Zagreb, 1997.
- Novo doba hrvatskog naroda (pseud, Podravac), Zagreb, 1927.
- Meksički mučenici, Zagreb, 1928.
- Hrvatski Job šesnaestoga vijeka: ban Ivan Karlović, Zagreb, 1932.
- Od Hrvatske do Indije: lutanja i putovanja Jurja Rasinjanina, životopis Jurja Husa, Zagreb, 1933., Wien 1963.
- Matija Gubec: borac i mučenik za prava hrvatskih seljaka, Zagreb, 1936.
- Sveta Hrvatska: povijesna kronika, Zagreb, 1938.; Zagreb, 1989.
- Časni sluga božji fra Šimun Filipović, Šibenik 1939.
- Ratne uspomene, 2 sv., Dio 1: Krvava služba, Dio 2: U paklenom trokutu, Zagreb, 1940.
- Na izvorima pjesništva, Zagreb, 1940. (djelo o razvitku hrv. usmene književnosti, nagrađen državnom nagradom za ovo djelo)
- Topovi su grmjeli: iz ratnih uspomena, Zagreb, 1941.
- Razvoj hrvatskog narodnog pjesničtva: književno-poviestne razprave, Zagreb, 1944.
- Blaženi Augustin Kažotić i njegovo doba, Zagreb-Dubrovnik, 1963.
- Požežanin Ignacij Pokajzen: 1753-1816: slava i dragulj zagrebačkog svećenstva, Slavonska Požega, 1965.
- Bijeg u djetinjstvo, Zagreb, 1972.
- Legende o kraljici Jeleni, Zagreb, 1976. (suautor J. Marinov; J. Marinov je pseudonim Vojmila Rabadana)[7]
- Dr. Rudolf Eckert, Zagreb-Rijeka, 1995.
- Katolicizam, kultura i politika: članci, govori, studije, prir. i predg. napisao Vladimir Lončarević, Zagreb, 2007.
- Između puške i pera, neobjavljeni rukopis,

## Vanjske poveznice
Mrežna mjesta
- Grgec, Petar, Hrvatski biografski leksikon, hbl.lzmk.hr, pristupljeno 17. prosinca 2014.
- Davor Dijanović, Petar Grgec: Katolicizam kao čvrst temelj književnog i političkog djelovanja, www.hkv.hr, pristupljeno 17. prosinca 2014.